# تیم ملی فوتبال سودان جنوبی
تیم ملی فوتبال سودان جنوبی نماینده کشور سودان جنوبی در مسابقات بین‌المللی و آفریقایی است که زیر نظر اتحادیه فوتبال سودان جنوبی فعالیت می‌کند. 
اولین بازی رسمی این تیم در تاریخ ۱۰ ژوئیه ۲۰۱۲ میلادی در برابر تیم ملی فوتبال اوگاندا برگزار شده است.